# Monte submarino

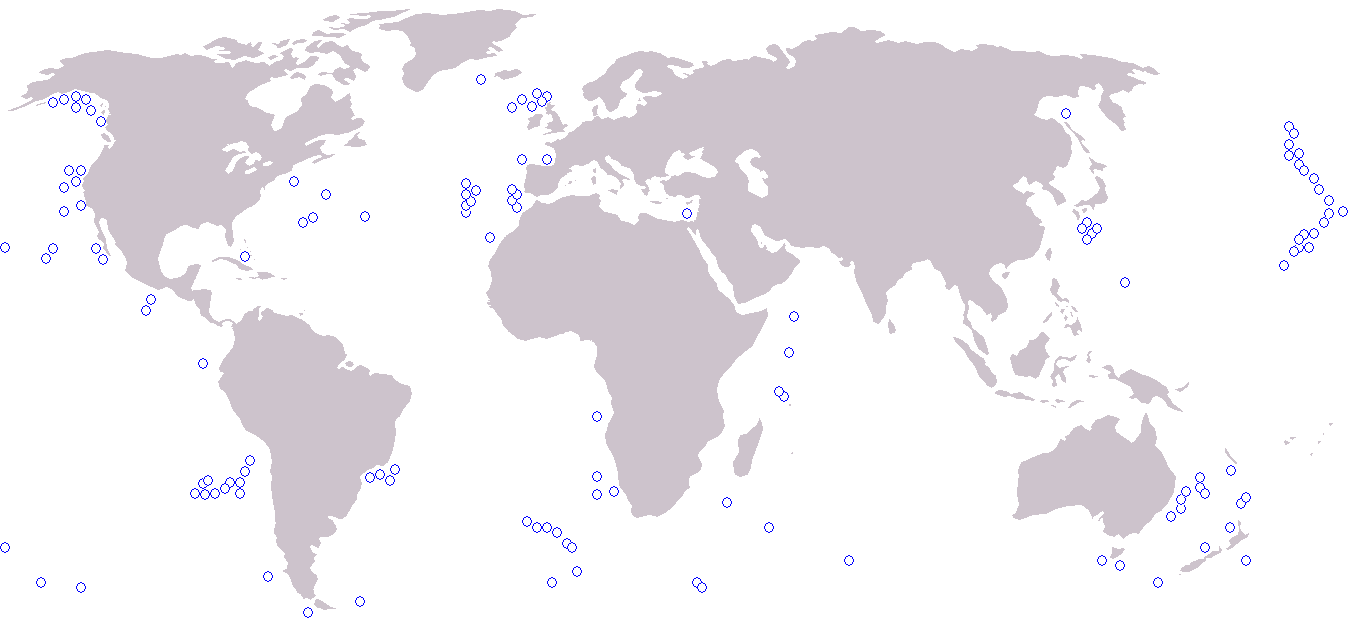
Ubicación de los mayores montes submarinos del mundo.

Un monte submarino es una montaña que se eleva del fondo del océano pero que no alcanza a sobresalir del nivel del mar. Los montes submarinos son montañas, generalmente de origen volcánico, que se elevan del fondo del océano pero no llegan a sobresalir del nivel del mar (si sobresaliesen del mar se convertirían en islas). Los científicos calculan que hay alrededor de 100.000 montañas submarinas de al menos un kilómetro de altura. Pero si se computasen las de menor altura, la cifra podría acercarse al millón. Están formados por volcanes extintos, que emergen abruptamente y usualmente se encuentran en el lecho marino de entre 1000 y 4000 m de profundidad. Los oceanógrafos definen a los montes submarinos como rasgos independientes que se elevan al menos 1000 m sobre el relieve oceánico. Sus cimas están a menudo entre cientos y miles de metros por debajo de la superficie, por lo que se considera que yacen en mar profundo. Se estima que hay cerca de 30 000 montes submarinos en los mares de la Tierra, de los cuales solo unos cuantos han podido ser estudiados. La mayoría de estos se agrupan en pequeños conjuntos, como archipiélagos sumergidos. Los montes submarinos aislados y sin origen volcánico son menos comunes, como lo son el monte Axial, el Bollons y el Eratóstenes.

## Geología

### Geoquímica y evolución

Diagrama de una erupción submarina (clave: 1. Nube de vapor de agua 2. Agua 3. Estrato 4. Flujo de lava 5. Conducto de magma 6. Cámara de magma 7. Dique 8. Lava almohadillada) Haga clic para ampliar

La mayoría de los montes submarinos se construyen por uno de los dos procesos volcánicos, aunque algunos, como la provincia de montes submarinos de la isla de Navidad, cerca de Australia, son más enigmáticos. Los volcanes cercanos a límites de placa tectónica y a dorsales oceánicas medias se construyen por fusión por descompresión de roca en el manto superior. El magma de menor densidad asciende a través de la corteza hasta la superficie. Los volcanes que se forman cerca o encima de subducción se crean porque la placa tectónica que subduce añade volátiles a la placa que la sobrepasa, lo que disminuye su punto de fusión. Cuál de estos dos procesos interviene en la formación de un monte submarino tiene un profundo efecto en sus materiales eruptivos. Las coladas de lava de los montes submarinos de la dorsal oceánica media y del límite de placa son mayoritariamente basálticas (tanto toleítico como alcalina), mientras que las coladas de los volcanes de la dorsal subductora son mayoritariamente lavas calcoalcalinas. En comparación con los montes submarinos de la dorsal oceánica media, los montes submarinos de la zona de subducción suelen tener más abundancia de sodio, álcali y volátiles, y menos magnesio, lo que da lugar a erupciones más explosivas y viscosas.
Todos los montes submarinos volcánicos siguen un patrón particular de crecimiento, actividad, hundimiento y eventual extinción. La primera etapa de la evolución de un monte submarino es su actividad inicial, en la que se construyen sus flancos y su núcleo desde el fondo marino. A esto le sigue un período de intenso vulcanismo, durante el cual el nuevo volcán entra en erupción casi en su totalidad (por ejemplo, el 98%) de su volumen magmático total. El monte submarino puede incluso crecer por encima del nivel del mar hasta convertirse en una isla oceánica (por ejemplo, la erupción de 2009 del Hunga Tonga). Después de un período de actividad explosiva cerca del superficie del océano, las erupciones desaparecen lentamente. Al volverse las erupciones poco frecuentes y perder el monte submarino su capacidad de mantenerse por sí mismo, el volcán comienza a erodar. Tras convertirse finalmente en extinto (posiblemente después de un breve período de rejuvenecimiento), son triturados de nuevo por las olas. Los montes submarinos se construyen en un entorno oceánico mucho más dinámico que sus homólogos terrestres, lo que provoca un hundimiento horizontal cuando el monte submarino se desplaza con la placa tectónica hacia una zona de subducción. En este caso, se subduce bajo el margen de la placa y finalmente se destruye, pero puede dejar constancia de su paso tallando una hendidura en la pared opuesta de la fosa de subducción. La mayoría de los montes submarinos ya han completado su ciclo eruptivo, por lo que el acceso de los investigadores a los primeros flujos está limitado por la actividad volcánica tardía.
Se ha observado que los volcanes de cresta oceánica siguen un determinado patrón de actividad eruptiva, que se observó por primera vez en la cadena de montes submarinos de Hawái y Emperador, pero que ahora se ha demostrado que es el proceso que siguen todos los montes submarinos de cresta oceánica. Durante la primera etapa, el volcán produce erupciones de basalto de diversos tipos, causadas por diversos grados de fusión del manto. En la segunda etapa, la más activa de su vida, los volcanes de las dorsales oceánicas erupcionan basaltos entre toleíticos y ligeramente alcalinos, como resultado de la fusión de una zona más amplia del manto. Finalmente, se trata de flujos alcalinos al final de su historia eruptiva, ya que el vínculo entre el monte submarino y su fuente de vulcanismo se corta por el movimiento de la corteza. Algunos montes submarinos también experimentan un breve período de "rejuvenecimiento" tras un paréntesis de 1,5 a 10 millones de años, cuyos flujos son altamente alcalinos y producen muchos xenolitos.
En los últimos años, los geólogos han confirmado que varios montes submarinos son volcanes submarinos activos; dos ejemplos son Kamaʻehuakanaloa (antes Lo'ihi) en las Islas Hawái y Vailulu'u en el Grupo Manu'a (Samoa).

### Tipos de lava

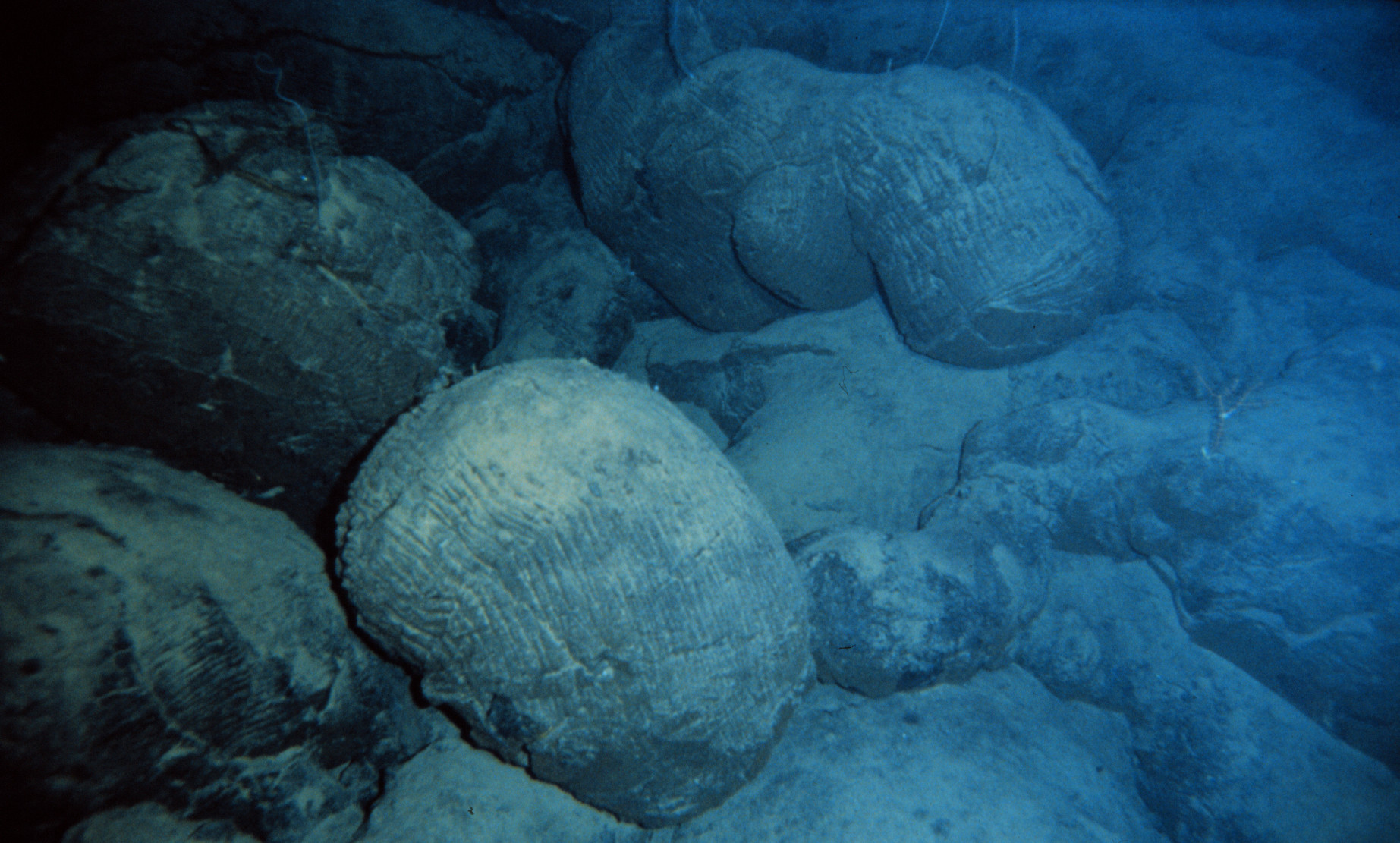
Lava almohadillada, un tipo de flujo de basalto que se origina a partir de las interacciones entre lava y agua durante las erupciones submarinas.

Los flujos de lava más aparentes en un monte submarino son los flujos eruptivos que cubren sus flancos, sin embargo intrusiones ígneas, en las formas de diques y soleras, son también una parte importante del crecimiento del monte submarino. El tipo más común de flujo es la lava almohadillada, llamada así por su forma distintiva. Menos comunes son los flujos en lámina, que son vidrio y marginales, e indicativos de flujos de mayor escala.  Las rocas sedimentarias volcaniclásticas dominan los montes submarinos de aguas poco profundas. Son el producto de la actividad explosiva de los montes submarinos que están cerca de la superficie del agua, y también pueden formarse a partir del desgaste mecánico de la roca volcánica existente.

### Estructura
Los montes submarinos pueden formarse en una gran variedad de entornos tectónicos, lo que da lugar a un banco estructural muy diverso. Los montes submarinos tienen una gran variedad de formas estructurales, desde las cónicas hasta las de cima plana, pasando por las de formas complejas. Algunos se construyen muy grandes y muy bajos, como Koko Guyot y monte submarino Detroit; otros están construidos de forma más escarpada, como monte submarino Kamaʻehuakanaloa y monte submarino Bowie. Algunos montes submarinos también tienen un cono superioe de carbonato o sedimento.
Muchos montes submarinos muestran signos de actividad intrusiva, lo que probablemente conduzca a la inflación, al empinamiento de las laderas volcánicas y, en última instancia, al colapso de los flancos. También existen varias subclases de montes submarinos. Los primeros son los guyots, montes submarinos con una cima plana. Estas cimas deben estar 200 m (656 pies) o más por debajo de la superficie del mar; los diámetros de estas cimas planas pueden ser superiores a 10 km (6,2 mi). Los knolls son picos de elevación aislados que miden menos de 1000 metros (3281 pies). Por último, los pináculos son pequeños montes submarinos en forma de pilar.

## Ecología

### Papel ecológico de los montes submarinos
Los montes submarinos son excepcionalmente importantes para su bioma desde el punto de vista ecológico, pero su papel en el entorno es poco conocido. Dado que sobresalen por encima del fondo marino circundante, perturban el flujo normal del agua, provocando remolinos y fenómenos hidrológicos asociados que, en última instancia, provocan el movimiento del agua en un fondo oceánico que, de otro modo, estaría quieto. Se han medido corrientes de hasta 0,9 nudos o 48 centímetros por segundo. Debido a esta corriente ascendente, los montes submarinos suelen tener poblaciones de plancton superiores a la media, por lo que son centros donde se agrupan los peces que se alimentan de ellos, que a su vez son presa de una mayor depredación, lo que convierte a los montes submarinos en importantes focos biológicos.
Los montes submarinos proporcionan hábitats y zonas de desove para estos animales más grandes, incluidos numerosos peces. Se ha demostrado que algunas especies, como el oreo negro (Allocyttus niger) y el pez cardenal de rayas negras (Apogon nigrofasciatus), se dan con más frecuencia en los montes submarinos que en cualquier otro lugar del fondo oceánico. Los mamíferos marinos, los tiburones, los atunes y los cefalópodos se reúnen en los montes submarinos para alimentarse, al igual que algunas especies de aves marinas cuando las características son especialmente superficiales.

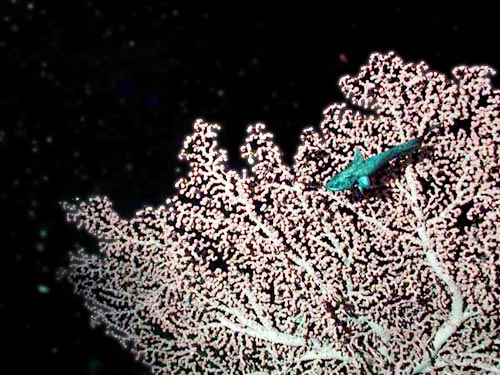
El pez granadero (Coryphaenoides sp.) y coral tbubblegum (Paragorgia arborea) en la cima del monte submarino Davidson. Se trata de dos especies atraídas por el monte submarino; la Paragorgia arborea, en particular, crece también en la zona circundante, pero ni de lejos con tanta profusión.

Los montes submarinos a menudo se proyectan hacia arriba en zonas menos profundas y más hospitalarias para la vida marina, proporcionando hábitats para las especies marinas que no se encuentran en el fondo oceánico más profundo circundante o en sus alrededores. Como los montes submarinos están aislados unos de otros, forman "islas submarinas" que crean el mismo interés biogeográfico. Al estar formados por roca volcánica, el sustrato es mucho más duro que el fondo marino profundo circundante de sedimento. Esto hace que exista un tipo de fauna diferente a la del fondo marino, y conduce a un grado teóricamente mayor de endemismo. Sin embargo, investigaciones recientes centradas especialmente en el monte marino Davidson sugieren que los montes marinos pueden no ser especialmente endémicos, y se está debatiendo el efecto de los montes marinos en la endemicidad. Sin embargo, se ha demostrado con seguridad que proporcionan un hábitat a especies que tienen dificultades para sobrevivir en otros lugares.
Las rocas volcánicas de las laderas de los montes submarinos están muy pobladas por alimentadores en suspensión, en particular corales, que aprovechan las fuertes corrientes que rodean el monte submarino para abastecerse de alimento. Esto contrasta fuertemente con el hábitat típico de las profundidades marinas, donde los animales que se alimentan de depósitos dependen de la comida que obtienen del suelo. En las zonas tropicaless el crecimiento extensivo de los corales da lugar a la formación de atolones coralinos al final de la vida del monte submarino.
Además, los sedimentos blandos tienden a acumularse en los montes submarinos, que suelen estar poblados por poliquetoss (anélidos gusanos marinos) oligoquetoss (microdrilos) y moluscos gasterópodos (babosas de mar). También se han encontrado xenóforos. Suelen reunir pequeñas partículas y así formar lechos, lo que altera la deposición de sedimentos y crea un hábitat para animales más pequeños. Muchos montes submarinos también tienen comunidades de respiraderos hidrotermales, por ejemplo Suiyo y Kamaʻehuakanaloa. A ello contribuye el intercambio geoquímico entre los montes submarinos y el agua del océano.
Así pues, los montes submarinos pueden ser puntos de parada vitales para algunas animales migratorios, en concreto para las ballenas. Algunas investigaciones recientes indican que las ballenas pueden utilizar estas características como ayudas a la navegación durante su migración. Durante mucho tiempo se ha conjeturado que muchos animales pelágicos visitan también los montes marinos para recoger alimento, pero no se ha podido demostrar este efecto de agregación. La primera demostración de esta conjetura se publicó en 2008.

### Pesca
El efecto que los montes submarinos tienen sobre las poblaciones de peces no ha pasado desapercibido para la industria pesquera comercial. Los montes submarinos se empezaron a pescar de forma extensiva en la segunda mitad del siglo XX, debido a las malas prácticas de gestión y al aumento de la presión pesquera que agotó seriamente las poblaciones en el caladero típico, la plataforma continental. Desde entonces, los montes submarinos han sido objeto de pesca selectiva.
En los montes submarinos se capturan comercialmente cerca de 80 especies de peces y mariscos, como langosta espinosa (Palinuridae), caballa (Scombridae y otras), cangrejo real rojo (Paralithodes camtschaticus), pargo rojo (Lutjanus campechanus), atún (Scombridae), reloj anaranjado (Hoplostethus atlanticus), y perca (Percidae).

### Conservación

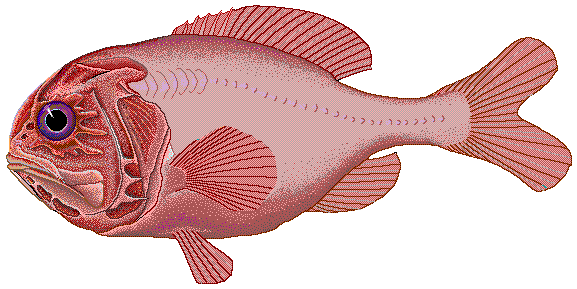
Debido a la sobrepesca en sus zonas de desove en los montes submarinos, las poblaciones de reloj anaranjado (Hoplostethus atlanticus) han disminuido abruptamente; los expertos afirman que la especie podría tardar décadas en recuperar su número anterior.

La conservación ecológica de los montes submarinos se ve perjudicada por la simple falta de información disponible. Los montes submarinos están muy poco estudiados, ya que sólo 350 de los 100.000 montes submarinos que se calcula que hay en el mundo han recibido muestras, y menos de 100 en profundidad. Gran parte de esta falta de información puede atribuirse a la falta de tecnología, y a la desalentadora tarea de llegar a estas estructuras submarinas; la tecnología para explorarlas completamente sólo ha existido en las últimas décadas. Antes de que puedan comenzar los esfuerzos de conservación consistentes, los montes submarinos del mundo deben ser primero mapeados, una tarea que aún está en progreso.
La sobrepesca es una grave amenaza para el bienestar ecológico de los montes submarinos. Hay varios casos bien documentados de explotación pesquera, por ejemplo, el reloj anaranjado (Hoplostethus atlanticus) frente a las costas de Australia y Nueva Zelanda y el acorazado pelágico (Pseudopentaceros richardsoni) cerca de Japón y Rusia. La razón es que los peces que son objeto de pesca en los montes submarinos suelen ser longevos, de crecimiento lento y maduración lenta. El problema se ve agravado por los peligros de la pesca de arrastre, que daña las comunidades de la superficie de los montes submarinos, y por el hecho de que muchos montes submarinos se encuentran en aguas internacionales, lo que dificulta una vigilancia adecuada. La pesca de arrastre de fondo, en particular, es extremadamente devastadora para la ecología de los montes submarinos, y es responsable de hasta el 95% de los daños ecológicos que sufren.

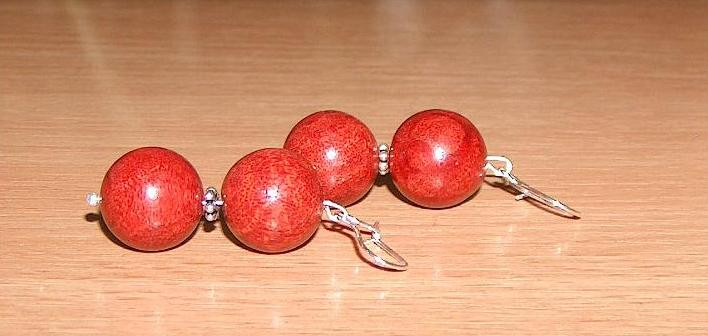
Los pendientes de Coral de este tipo suelen estar hechos de coral recolectado en los montes submarinos.

Los corales de los montes submarinos también son vulnerables, ya que son muy apreciados para fabricar joyas y objetos decorativos. Se han producido importantes cosechas en los montes submarinos, dejando a menudo los lechos de coral agotados.
Las naciones están empezando a notar el efecto de la pesca en los montes submarinos, y la Comisión Europea ha acordado financiar el proyecto OASIS, un estudio detallado de los efectos de la pesca en las comunidades de los montes submarinos del Atlántico Norte. Otro proyecto que trabaja en pro de la conservación es CenSeam, un proyecto de censo de la vida marina formado en 2005. CenSeam pretende proporcionar el marco necesario para priorizar, integrar, ampliar y facilitar los esfuerzos de investigación de los montes submarinos con el fin de reducir significativamente lo desconocido y construir hacia una comprensión global de los ecosistemas de los montes submarinos, y los papeles que tienen en la biogeografía, biodiversidad, productividad y evolución de los organismos marinos.
Posiblemente el monte submarino mejor estudiado ecológicamente del mundo sea el monte submarino Davidson, con seis grandes expediciones que han registrado más de 60.000 observaciones de especies. El contraste entre el monte submarino y la zona circundante estaba bien marcado. Uno de los principales refugios ecológicos del monte submarino es su jardín de corales de aguas profundas, y muchos de los especímenes observados tenían más de un siglo de antigüedad. A raíz de la ampliación de los conocimientos sobre el monte submarino hubo un amplio apoyo para convertirlo en un santuario marino, moción que se concedió en 2008 como parte del Santuario Marino Nacional de la Bahía de Monterrey. Gran parte de lo que se conoce sobre los montes submarinos desde el punto de vista ecológico se basa en las observaciones de Davidson. Otro de estos montes submarinos es Bowie Seamount, que también ha sido declarado área marina protegida por Canadá por su riqueza ecológica.

## Recursos naturales
Los montes submarinos tienden a proyectarse en zonas poco profundas y más hospitalarias para la vida marina, proveyendo hábitats para especies marinas que no se encuentran en sectores más profundos del lecho marino. Ya que los montes submarinos están aislados unos de otros, forman "islas submarinas", creando un área biogeográfica especial. Como son formados a partir de roca volcánica, el sustrato es mucho más pesado que el lecho de sedimentos que lo rodea, lo que provoca la existencia de un diferente tipo de fauna que la del relieve oceánico, lo que conlleva a un alto grado de endemismo. Además, los montes submarinos son vitales puntos de detención para algunos animales migratorios como las ballenas, pues aquí pueden alimentarse y esconderse de depredadores. 
Por otro lado, los montes submarinos poseen incrustaciones polimetálicas, y algunos son ricos en minerales como cobalto y platino, aunque la explotación humana de estos recursos es reducidísima.

## Mayores concentraciones en el mundo
Los principales montes submarinos, en orden a su tamaño y proliferación, se encuentran en el océano Pacífico, mayoritariamente en las costas de Hawái, en el golfo de Alaska, la fosa chileno-peruana, y el mar de Coral. En otros océanos, hay concentraciones de montes submarinos en las costas de Escocia, del centro de Brasil, en las islas Azores y las Canarias y en el Atlántico Sur.